# Midway City, Kalifornien
Midway City är en ort (CDP) i Orange County, i delstaten Kalifornien, USA. Enligt United States Census Bureau har orten en folkmängd på 8 485 invånare (2010) och en landarea på 1,6 km².